# Česká Liga Amerického Fotbalu 2017
La Česká Liga Amerického Fotbalu 2017, detta anche Bitters Liga 2017 per ragioni di sponsorizzazione, è la 24ª edizione del campionato di football americano di primo livello, organizzato dalla ČAAF.

## Squadre partecipanti
| Club                  | Città     | Stadio | Sponsor ufficiale | Risultato nella stagione 2016 |
| --------------------- | --------- | ------ | ----------------- | ----------------------------- |
| Ostrava Steelers      | Ostrava   |        |                   |                               |
| Pardubice Stallions   | Pardubice |        |                   |                               |
| Prague Lions          | Praga     |        |                   |                               |
| Prague Black Panthers | Praga     |        |                   |                               |
| Příbram Bobcats       | Příbram   |        |                   |                               |
| Trnava Bulldogs       | Trnava    |        |                   |                               |

## Stagione regolare

### Calendario

#### 1ª giornata
| Čelákovice 1º aprile 2017, ore 15:00 | Prague Black Panthers | 27 – 9 (10-3 14-0 3-6 0-0) referto | Prague Lions | (630 spett.)\| Arbitro: \| Kroulík \| |
| Arbitro:                             | Kroulík               |                                    |              |                                       |

| Příbram 2 aprile 2017, ore 14:00 | Příbram Bobcats | 0 – 19 (0-6 0-3 0-10 0-0) referto | Ostrava Steelers | Na Litavce (289 spett.)\| Arbitro: \| Šimon \| |
| Arbitro:                         | Šimon           |                                   |                  |                                                |

| Pardubice 2 aprile 2017, ore 15:00 | Pardubice Stallions | 39 – 7 (19-0 20-0 0-0 0-7) referto | Trnava Bulldogs | Letní stadion (389 spett.)\| Arbitro: \| Rosíval \| |
| Arbitro:                           | Rosíval             |                                    |                 |                                                     |

#### 2ª giornata
| Trnava 8 aprile 2017, ore 14:00 | Trnava Bulldogs | 0 – 65 (0-28 0-14 0-21 0-2) referto | Prague Black Panthers | Slavia (119 spett.)\| Arbitro: \| Klimeš \| |
| Arbitro:                        | Klimeš          |                                     |                       |                                             |

| Pardubice 9 aprile 2017, ore 15:00 | Pardubice Stallions | 33 – 29 (0-0 13-10 14-7 6-12) referto | Prague Lions | Letní stadion (416 spett.)\| Arbitro: \| Janhuba \| |
| Arbitro:                           | Janhuba             |                                       |              |                                                     |

#### 3ª giornata
| Trnava 15 aprile 2017, ore 14:00 | Trnava Bulldogs | 0 – 41 (0-12 0-12 0-14 0-3) referto | Ostrava Steelers | Slavia (117 spett.)\| Arbitro: \| Rybář \| |
| Arbitro:                         | Rybář           |                                     |                  |                                            |

| Čelákovice 15 aprile 2017, ore 15:00 | Prague Black Panthers | 52 – 28 (14-14 14-0 14-14 10-0) referto | Pardubice Stallions | (330 spett.)\| Arbitro: \| Kriesman \| |
| Arbitro:                             | Kriesman              |                                         |                     |                                        |

| Příbram 16 aprile 2017, ore 14:00 | Příbram Bobcats | 28 – 23 (12-0 6-3 7-7 3-13) referto | Prague Lions | Na Litavce (180 spett.)\| Arbitro: \| Frehar \| |
| Arbitro:                          | Frehar          |                                     |              |                                                 |

#### 4ª giornata
| Trnava 22 aprile 2017, ore 14:00 | Trnava Bulldogs                         | 0 – 68 (0-35 0-33 0-0 0-0) referto | Příbram Bobcats | Slavia (50 spett.)\| Arbitri: \| Kroulík Hameder Martinček Zouvala Polák \| |
| Arbitri:                         | Kroulík Hameder Martinček Zouvala Polák |                                    |                 |                                                                             |

| Ostrava 23 aprile 2017, ore 15:00 | Ostrava Steelers                   | 25 – 14 (0-7 10-0 9-7 6-0) referto | Pardubice Stallions | Poruba (186 spett.)\| Arbitri: \| Janhuba Kriesman Frehar Malý Šimon \| |
| Arbitri:                          | Janhuba Kriesman Frehar Malý Šimon |                                    |                     |                                                                         |

#### 5ª giornata
| Praga 30 aprile 2017, ore 14:00 | Prague Lions | 10 – 0 (0-0 0-0 7-0 3-0) referto | Ostrava Steelers | Hostivař (348 spett.)\| Arbitro: \| Šimon \| |
| Arbitro:                        | Šimon        |                                  |                  |                                              |

| Příbram 1º maggio 2017, ore 14:00 | Příbram Bobcats | 0 – 42 (0-14 0-21 0-0 0-7) referto | Prague Black Panthers | Na Litavce (140 spett.)\| Arbitro: \| Rybář \| |
| Arbitro:                          | Rybář           |                                    |                       |                                                |

#### 6ª giornata
| Ostrava 7 maggio 2017, ore 15:00 | Ostrava Steelers | 44 – 0 (7-0 14-0 13-0 0-0) referto | Příbram Bobcats | Poruba (312 spett.)\| Arbitro: \| Janhuba \| |
| Arbitro:                         | Janhuba          |                                    |                 |                                              |

| Pardubice 8 maggio 2017, ore 15:00 | Pardubice Stallions | 26 – 56 (0-7 13-14 0-21 13-14) referto | Prague Black Panthers | Letní stadion (396 spett.)\| Arbitro: \| Rosíval \| |
| Arbitro:                           | Rosíval             |                                        |                       |                                                     |

#### 7ª giornata
| Trnava 13 maggio 2017, ore 14:00 | Trnava Bulldogs | 0 – 55 (0-33 0-15 0-0 0-7) referto | Pardubice Stallions | Slavia (55 spett.)\| Arbitro: \| Martinček \| |
| Arbitro:                         | Martinček       |                                    |                     |                                               |

| Ostrava 14 maggio 2017, ore 15:00 | Ostrava Steelers | 14 – 20 (0-0 0-10 0-2 14-8) referto | Prague Black Panthers | Poruba (436 spett.)\| Arbitro: \| Janhuba \| |
| Arbitro:                          | Janhuba          |                                     |                       |                                              |

#### 8ª giornata
| Trnava 20 maggio 2017, ore 14:00 | Trnava Bulldogs | 0 – 52 (0-28 0-24 0-0 0-0) referto | Prague Lions | Slavia (48 spett.)\| Arbitro: \| Martinček \| |
| Arbitro:                         | Martinček       |                                    |              |                                               |

| Příbram 20 maggio 2017, ore 17:00 | Příbram Bobcats | 28 – 51 (0-18 14-19 8-7 6-7) referto | Pardubice Stallions | Na Litavce (55 spett.)\| Arbitro: \| Janhuba \| |
| Arbitro:                          | Janhuba         |                                      |                     |                                                 |

#### 9ª giornata
| Žižkov 28 maggio 2017, ore 13:00 | Prague Lions | 7 – 27 (7-7 0-10 0-10 0-0) referto | Prague Black Panthers | (1060 spett.) |

| Ostrava 28 maggio 2017, ore 15:00 | Ostrava Steelers | 56 – 3 (28-0 28-3 0-0 0-0) referto | Trnava Bulldogs | Poruba (384 spett.) |

| Žižkov 28 maggio 2017, ore 17:00 | Pardubice Stallions | 47 – 27 (7-13 26-8 7-6 7-0) referto | Příbram Bobcats | (1060 spett.) |

#### 10ª giornata
| Praga 3 giugno 2017, ore 14:00 | Prague Lions | 35 – 12 (7-0 14-6 7-0 7-6) referto | Příbram Bobcats | Hostivař (170 spett.)\| Arbitro: \| Rybář \| |
| Arbitro:                       | Rybář        |                                    |                 |                                              |

| Praga 4 giugno 2017, ore 15:00 | Prague Black Panthers | 13 – 13 (0-0 7-0 3-0 0-13) referto | Ostrava Steelers | Hostivař (220 spett.)\| Arbitro: \| Gazdík \| |
| Arbitro:                       | Gazdík                |                                    |                  |                                               |

#### 11ª giornata
| Pardubice 11 giugno 2017, ore 15:00 | Pardubice Stallions | 21 – 28 (0-7 21-7 0-7 0-7) referto | Ostrava Steelers | Letní stadion (267 spett.)\| Arbitro: \| Gazdík \| |
| Arbitro:                            | Gazdík              |                                    |                  |                                                    |

| Čelákovice 11 giugno 2017, ore 16:00 | Prague Black Panthers | 61 – 0 (38-0 16-0 0-0 7-0) referto | Trnava Bulldogs | (73 spett.)\| Arbitro: \| Šimon \| |
| Arbitro:                             | Šimon                 |                                    |                 |                                    |

#### 12ª giornata
| Příbram 17 giugno 2017, ore 16:00 | Příbram Bobcats | 35 – 0 (a tavolino) referto | Trnava Bulldogs | Na Litavce |

| Ostrava 18 giugno 2017, ore 15:00 | Ostrava Steelers | 7 – 0 (7-0 0-0 0-0 0-0) referto | Prague Lions | Poruba (420 spett.)\| Arbitro: \| Gazdík \| |
| Arbitro:                          | Gazdík           |                                 |              |                                             |

#### 13ª giornata
| Praga 24 giugno 2017, ore 14:00 | Prague Lions | 44 – 35 (14-7 14-15 7-6 9-7) referto | Pardubice Stallions | Hostivař (163 spett.)\| Arbitro: \| Šimon \| |
| Arbitro:                        | Šimon        |                                      |                     |                                              |

| Praga 25 giugno 2017, ore 16:00 | Prague Black Panthers | 44 – 0 (14-0 17-0 13-0 0-0) referto | Příbram Bobcats | Uhelné sklady (150 spett.)\| Arbitro: \| Kroulík \| |
| Arbitro:                        | Kroulík               |                                     |                 |                                                     |

#### Recupero
| Praga 1º luglio 2017, ore 14:00 | Prague Lions | 35 – 0 (a tavolino) referto | Trnava Bulldogs | Hostivař |

### Classifica
La classifica della regular season è la seguente:
- PCT = percentuale di vittorie, G = partite giocate, V = partite vinte,  P = partite perse, PF = punti fatti, PS = punti subiti

| Pos. | Squadra               | PCT  | G  | V | N | P  | PF  | PS  |
| ---- | --------------------- | ---- | -- | - | - | -- | --- | --- |
| 1    | Prague Black Panthers | .950 | 10 | 9 | 1 | 0  | 407 | 97  |
| 2    | Ostrava Steelers      | .750 | 10 | 7 | 1 | 2  | 247 | 81  |
| 3    | Prague Lions          | .500 | 10 | 5 | 0 | 5  | 244 | 169 |
| 4    | Pardubice Stallions   | .500 | 10 | 5 | 0 | 5  | 349 | 296 |
| 5    | Příbram Bobcats       | .300 | 10 | 3 | 0 | 7  | 198 | 305 |
| 6    | Trnava Bulldogs       | .000 | 10 | 0 | 0 | 10 | 10  | 507 |

## Playoff

### Tabellone
|  | Semifinali | Semifinali            | Semifinali |                  |   | XXIV Czech Bowl       | XXIV Czech Bowl | XXIV Czech Bowl |  |
|  |            |                       |            |                  |   |                       |                 |                 |  |
|  | 1          | Prague Black Panthers | 40         |                  |   |                       |                 |                 |  |
|  | 1          | Prague Black Panthers | 40         |                  |   |                       |                 |                 |  |
|  | 4          | Pardubice Stallions   | 19         |                  |   |                       |                 |                 |  |
|  | 4          | Pardubice Stallions   | 19         |                  | 1 | Prague Black Panthers | 28              |                 |  |
|  |            |                       |            |                  | 1 | Prague Black Panthers | 28              |                 |  |
|  |            |                       | 2          | Ostrava Steelers | 0 |                       |                 |                 |  |
|  | 3          | Prague Lions          | 2          | Ostrava Steelers | 0 | 19                    |                 |                 |  |
|  | 3          | Prague Lions          |            |                  |   |                       |                 |                 |  |
|  | 2          | Ostrava Steelers      | 27         |                  |   |                       |                 |                 |  |

### Semifinali
| Ostrava 8 luglio 2017, ore 15:10 | Ostrava Steelers | 27 – 19 (7-7 7-0 7-6 6-6) referto | Prague Lions | Mariánské Hory (550 spett.)\| Arbitro: \| Rosíval \| |
| Arbitro:                         | Rosíval          |                                   |              |                                                      |

| Praga 9 luglio 2017, ore 16:00 | Prague Black Panthers | 40 – 19 (0-7 19-0 14-0 7-12) referto | Pardubice Stallions | Uhelné sklady (650 spett.)\| Arbitro: \| Janhuba \| |
| Arbitro:                       | Janhuba               |                                      |                     |                                                     |

### XXIV Czech Bowl
| Žižkov 24 luglio 2017, ore 19:00 | Prague Black Panthers | 28 – 0 (7-0 14-0 7-0 0-0) referto | Ostrava Steelers | (3107 spett.)\| Arbitro: \| Gazdík \| |
| Arbitro:                         | Gazdík                |                                   |                  |                                       |

## Verdetti
- Prague Black Panthers Campioni della Repubblica Ceca 2017